# Christina Auerswald
Christina Auerswald (* 1963 in Bitterfeld) ist eine deutsche Schriftstellerin, Verlegerin und seit 2022 erste Vorsitzende des gemeinnützigen Vereins HOMER Historische Literatur e.V.

## Leben
Christina Auerswald, geboren 1963 in Bitterfeld, ist in Sachsen-Anhalt aufgewachsen. Nach dem Studium der Volkswirtschaft an der Martin-Luther-Universität Halle-Wittenberg war sie unter anderem 18 Jahre als Leiterin eines Betriebsärztlichen Dienstes tätig, bevor sie 2017 den Oeverbos Verlag gründete.
Sie veröffentlicht historische Romane, historische Krimis und Sachbücher. Christina Auerswald ist verwitwet und wohnt nach 20 Jahren in Halle (Saale) und 12 Jahren in Rheinland-Pfalz heute in Leipzig.

## Werk
Nachdem Christina Auerswald ihre ersten beiden historischen Romane beim Mitteldeutschen Verlag veröffentlicht hatte, gründete sie 2017 den Oeverbos Verlag mit dem Ziel, vor allem Erstveröffentlichungen und junge Schreibende zu unterstützen. Sie übernahm 2022 den Vorsitz der Autorenvereinigung „HOMER Historische Literatur e.V.“, dessen Ziel die Förderung des Genres des Historischen Romans ist und der jährlich den „Goldenen Homer“ für den besten historischen Roman des Vorjahres vergibt.

## Veröffentlichungen

### Romane
- Magdalenes Geheimnis. Historischer Roman. Mitteldeutscher Verlag 2016, ISBN 978-3-95462-579-6
- Magdalene und die Saaleweiber. Historischer Roman. Mitteldeutscher Verlag 2018, ISBN 978-3-95462-928-2
- Der Fälscher von Ruysmaar, Historischer Roman, Oeverbos Verlag 2017, ISBN 978-3-947141-00-5
- Die Ehe der Barbara Körner, Historischer Roman, Oeverbos Verlag 2017,  ISBN 978-3-947141-08-1
- Die Mission des Stefano Cavallari, Historischer Roman, Oeverbos Verlag 2017,  ISBN 978-3-947141-01-2
- Eintausend Meilen, Historischer Roman, Oeverbos Verlag 2018,  ISBN 978-3-947141-19-7
- Das vermisste Kind, Historischer Roman, Oeverbos Verlag 2019,  ISBN 978-3-947141-26-5
- Die große Reise der Barbara Körner, Historischer Roman, Oeverbos Verlag 2019,  ISBN 978-3-947141-10-4
- Stadtbrand, Roman, Oeverbos Verlag 2019, unter Pseudonym, ISBN 978-3-947141-12-8
- Das Saturei-Medaillon, Historischer Roman, Oeverbos Verlag 2020, ISBN 978-3-947141-30-2
- Das Blut der Anhaltiner, Oeverbos Verlag 2020, ISBN 978-3-947141-32-6
- Das Wasser der Saale, Historischer Roman, Oeverbos Verlag 2020, ISBN 978-3-947141-34-0
- Ein paar Taler zu viel, Historischer Roman, Oeverbos Verlag 2020 (in der shortlist für den Buchpreis „Goldener Homer“ 2021), ISBN 978-3-947141-72-2
- Die Spezereienhändlerin, Historischer Roman, Oeverbos Verlag 2021, ISBN 978-3-947141-40-1
- Jakobs Geheimnis, Historischer Roman, Oeverbos Verlag 2022, ISBN 978-3-947141-58-6
- Das Haus in der Katharinenstraße, Historischer Roman, Oeverbos Verlag 2023, ISBN 978-3-947141-70-8
- Das Hollandmesser, Historischer Roman, Oeverbos Verlag 2023, ISBN 978-3-947141-73-9
- Rote Scherben, Historischer Roman, Oeverbos Verlag 2023, ISBN 978-3-947141-74-6
- Die 12 Leben des Daniel Vogeler, Historischer Roman, Oeverbos Verlag 2023, ISBN 978-3-947141-59-3
- Hollandpelzchen, Historischer Roman, Oeverbos Verlag 2024, ISBN 978-3-947141-75-3
- Gefangen in Englischen Eisen, Historischer Roman, Oeverbos Verlag 2024, ISBN 978-3-947141-76-0
- Jahrtausendwinter, Historischer Roman, Oeverbos Verlag 2024, ISBN 978-3-947141-77-7
- Der Baumeister von Vrijenburg, Historischer Roman, Oeverbos Verlag 2024, ISBN 978-3-947141-78-4
- Schneekoppe, Band 1 der Riesengebirgssaga, Historischer Roman, Oeverbos Verlag 2025, ISBN 978-3-911115-28-5

### Sachbücher
- Die Kinder des Alten Dessauers, Sachbuch, Oeverbos Verlag 2020, ISBN 978-3-947141-71-5
- Die Enkel des Alten Dessauers, Sachbuch, Oeverbos Verlag 2021, ISBN 978-3-947141-46-3

### Mitarbeit in Anthologien
- Die Stille nach dem Fest, Elysion-Books 2023, ISBN 978-3-96000-297-0
- Das Umrühren des Weihnachtspuddings, Oeverbos Verlag 2023,  ISBN 978-3-947141-85-2
- Strohbär und Zuckerkuchen, Oeverbos Verlag 2024,  ISBN 978-3-911115-10-0